# Venusia cambricaria
Venusia cambricaria là một loài bướm đêm trong họ Geometridae.